# Vescomtat d'Àger
El vescomtat d'Àger fou una jurisdicció feudal creada el 1094 i vinculada sovint al comtat d'Urgell.

## La conquesta
La conquesta definitiva d'Àger per part del senyor de Tost, Arnau Mir, (amb el beneplàcit i l'ajuda del comte d'Urgell Ermengol III i el comte de Barcelona Ramon Berenguer I) es va produir en algun moment entre els anys 1034 - 1048. Prèviament ja ho havia intentat el 1030 però els sarraïns van recuperar el castell poc després. A partir de llavors Arnau Mir fou nomenat vescomte, consolidant el seu poder i les seves possessions com a senyor feudal de l'Urgell.

## El vescomtat
Les terres van passar a mans de la família Cabrera quan la filla d'Arnau Mir de Tost, Letgarda, es va casar amb Ponç I, que ja era vescomte de Girona. Fou en aquella època, el 1094, que Àger rebé finalment la seva carta de poblament com a nucli del vescomtat del Baix Urgell. El fill d'aquest matrimoni va ser el primer a dur el títol de vescomte d'Àger: Guerau II de Cabrera, tal com figurava al seu testament del 1132.
Al segle següent un descendent, Guerau IV de Cabrera, va disputar el comtat d'Urgell a la seva cosina Aurembiaix fins que li va prendre per la força. Al seu testament Guerau va vincular el comtat d'Urgell i el vescomtat d'Àger cedint-los conjuntament al seu primogènit, el qual passà a ser Ponç I d'Urgell, mentre que el seu altre fill es quedà el vescomtat de Cabrera, Gerau V. En un primer moment el rei Jaume I va retornar el títol a Aurembiaix el 1228, però quan aquesta es va morir el 1231 sense descendència va reconèixer altra vegada Ponç I d'Urgell tot compensant el marit vidu Pere de Portugal. Així doncs a partir del Conveni de Tàrrega de 1236 els vescomtes d'Àger finalment van acabar encapçalant el comtat d'Urgell.
Anys després comtat i vescomtat se separaren momentàniament entre dos germans: Ermengol X d'Urgell i Àlvar II d'Àger, que rebé el vescomtat de mans del seu germà gran. Ambdós lluitaren contra el poder reial de Jaume I fent una aliança amb el comte de Foix Roger Bernat III i enfrontant-se al camp de batalla. Més endavant, però, Àlvar canvià radicalment la seva actitud precedent: després d'haver estat capturat un temps per les forces reials acceptà des de llavors la supeditació a la monarquia. El rei Pere II el va perdonar i el reconegué com a vescomte d'Àger en el Conveni d'Agramunt del 1278. Des de llavors Àlvar va servir dos reis més fins que morí sense descendència a l'illa de Sicília lluitant per la corona el 1299. En aquell moment el vescomtat va recaure altre cop al seu germà Ermengol X, qui també havia acabat admetent la supremacia reial.
El 1314 Ermengol X també va morir sense descendència i tant el vescomtat d'Àger com el comtat d'Urgell (ja no se separarien més) van passar a mans del llavors infant Alfons, futur rei Alfons III el Benigne, a canvi de casar-se amb la seva besnevoda, a qui pertocava per dret l'herència: Teresa d'Entença. Anys a venir els dos títols foren cedits al segon fill del matrimoni, Jaume I d'Urgell, qui va iniciar una nova dinastia comtal que seria finalitzada pel seu net Jaume II el Dissortat. A partir de llavors els títols de comte d'Urgell i vescomte d'Àger es van fondre amb la corona definitivament.

## Llista de vescomtes
- Guerau I del Baix Urgell i II de Girona 1094-1132 (vescomte d'Àger abans del 1132)
- Ponç I d'Àger i II de Cabrera i de Girona (fill, associat 1122-1131) 1131-1145
- Guerau II d'Àger i III de Cabrera 1145-1161
- Ponç II d'Àger i III de Cabrera 1161-1199
- Guerau III d'Àger i IV de Cabrera 1199-1229
- Ponç III d'Àger, IV de Cabrera i I d'Urgell 1229-1243 (comte d'Urgell)
- Ermengol I d'Àger, 1243 (comte d'Urgell)
- Àlvar I d'Àger 1243-1267 (comte d'Urgell)
- Ermengol II 1267-1268 (comte d'Urgell)
- Àlvar II d'Àger 1268-1299
- Ermengol II d'Àger 1299-1314 (segona vegada)
- Teresa d'Entença 1314 (comtessa d'Urgell)
- Alfons I d'Àger el Benigne 1314-1336 (comte-rei d'Aragó)
- Jaume I d'Àger 1336-1347 (comte d'Urgell)
- Pere I d'Àger 1347-1408 (comte d'Urgell)
- Jaume II d'Àger 1408-1413 (comte d'Urgell)
- Incorporat als títols de la corona aragonesa, 1413.